# Михайлов, Спиридон Михайлович
Спиридо́н Миха́йлович Миха́йлов (1821—1861) — первый писатель из Чувашии, этнограф и историк, получивший общественное признание в научно-литературных кругах в 1850-х годах.

## Биография
Спиридон Михайлович Михайлов родился 16 декабря 1821 года.
Первый литератор из Чувашии, этнограф и историк С. М. Михайлов, получивший общественное признание в научно-литературных кругах 1850-х годов, был сыном казённого крестьянина- чуваша из околотка Юнгапоси деревни Юнги-Ядриной Янымовского сельского общества Татаркасинской волости Козмодемьянского уезда Казанской губернии.
В 1829 году восьмилетним мальчиком Спиридон был отдан на воспитание и обучение грамоте в город Козьмодемьянск к купцу Т. Ф. Михееву.
С 1834 по 1838 годы С. М. Михайлов пребывал помощником писаря в волостных правлениях Ядринского уезда.
В 1838 году он переходит на работу в качестве писца в Козмодемьянскую уездную полицию.
В 1842 году его назначают, как в совершенстве знающего русский, чувашский и марийский языки, штатным переводчиком Козмодемьянского земского суда, и он оставался им до конца своей жизни.
Умер С. М. Михайлов 15 января 1861 года.

## Литературная деятельность
Пятидесятые годы XIX века были годами формирования С. М. Михайлова как общественного деятеля и литератора. Основные труды посвящены этнографии и истории чувашского, марийского и русского народов, а также географии, экономике и статистике западных уездов Казанской губернии. Написал несколько художественных очерков и рассказов, сделал содержательные фольклорные записи на языке оригинала.
Однако главное, что позволяет его позиционировать именно как чувашского писателя — это его оригинальные тексты на чувашском языке, известные под названием «Разговоры». Последние представляют собой диалоги людей по разным поводам, как бы записанные слово в слово.

## Сотрудничество в газетах и журналах
- «Казанские губернские ведомости»
- «Русский Дневник»
- «Пчела»
- «Русский инвалид»
- «Московитянин»

## Произведения на русском языке (прижизненно изданные)
- «Капустники…»
- «Чувашские свадьбы»
- «Воспоминание о Пугачёвщине»
- «Чувашские разговоры и сказки»
- «Поглощение землёй»
- «Разговор на постоялом дворе»
- «Злополучный сын»
- «Хитрая кошка»
- «Отчего чуваши давятся и какое правительство должно принять меры для предупреждения этого явления»

## Награды
С. Михайлов был членом-сотрудником Российского географического общества, членом-корреспондентом Казанского статистического комитета. За большую научно-исследовательскую и литературно-публицистическую деятельность 18 декабря 1859 года был награждён большой(?) Серебряной медалью Российского географического общества.
4 декабря 1859 года награждён серебряной медалью за 18-летнюю службу в Козмодемьянском земском суде.
Его имя присвоено Юнгинской средней школе Моргаушского района, одной из улиц гг. Чебоксары и Козьмодемьянска.